# Глуханич Андрій
Андрі́й Глуха́нич (нар. 20 березня 1921, Мирча, Велико-Березнянська округа, Закарпаття) — діяч ОУН Закарпаття, ОУН-з Австралії.

## Життєпис
З 1937 року в складі підпілля ОУН.
1940 року закінчив Українську Торгову Академію в Братиславі.
В квітні 1941 — один із трьох представників Закарпаття на ІІ Зборі ОУН-б в Кракові, повернувшись, входить до складу Крайової екзекутиви.
У 1941—1942 роках у підпільних організаціях Закарпаття проводилися вивчення історії України, відкривалися підпільні бібліотеки. За рівень підготовки молоді відповідали Андрій Глуханич, Василь Маркусь, Михайло Орос.
В квітні 1942 арештований угорцями в Мукачеві, ув'язнений з іншими в замку Ковнера. Йому вдалося втекти до Словаччини.
З 1948 року перебував на еміграції в Західній Німеччині, у 1950 році переїхав до Австралії, оселився в Перті, від 1951 року живе у Мельбурні.
Протягом 30 років був членом управи Української громади Вікторії, був її першим заступником, головою.
Діяч ОУН-з, член і з 1970 року — голова її Політради в Австралії.
Видав фундаментальну книгу про голодомори в Україні «Злочин».